# Ford Freestyle (Ameryka Północna)
Ford Freestyle – samochód osobowy typu crossover klasy wyższej produkowany pod amerykańską marką Ford w latach 2005 – 2007 i 2007 – 2009 jako Ford Taurus X.

## Historia i opis modelu

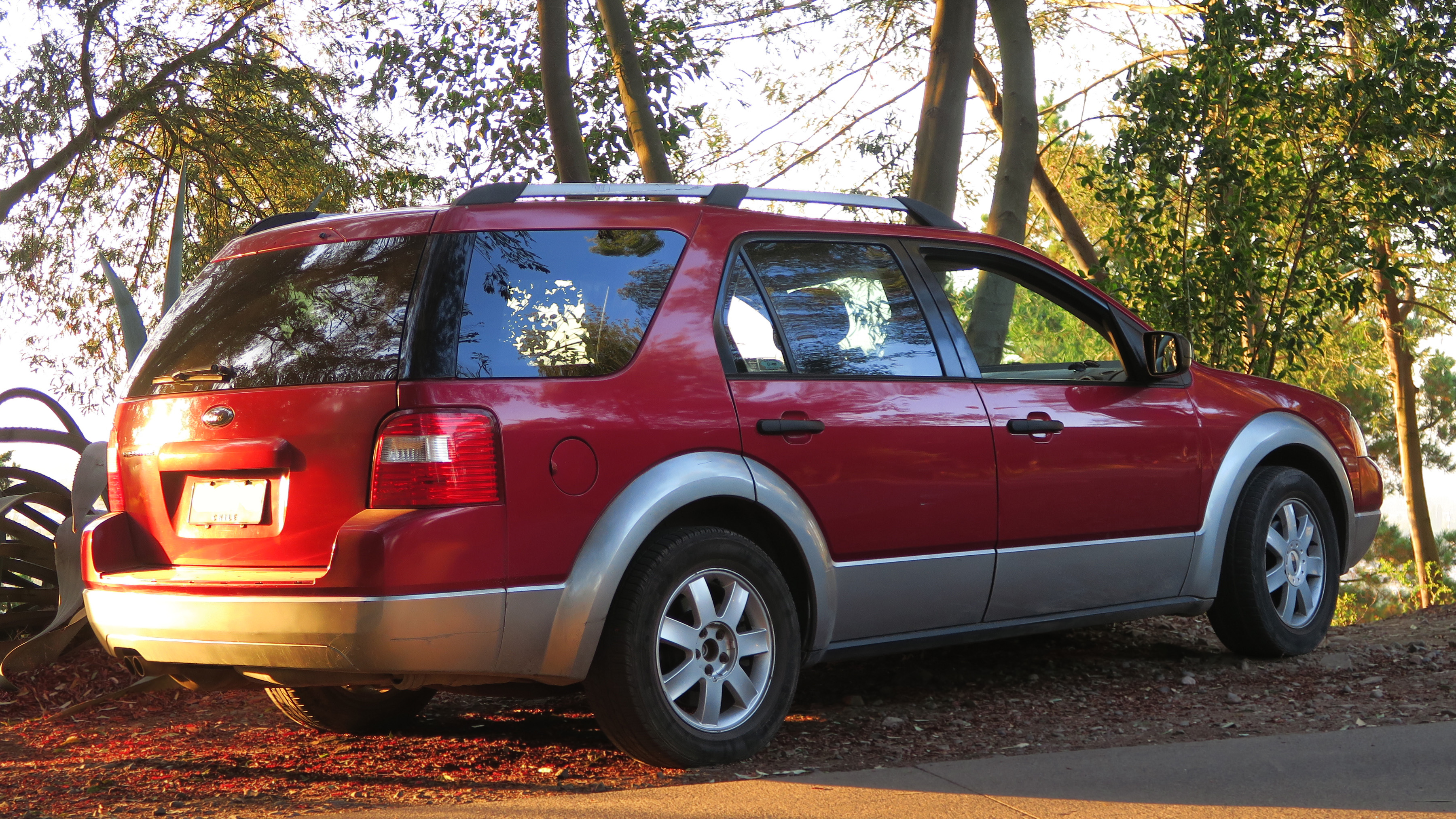
Ford Freestyle - tył

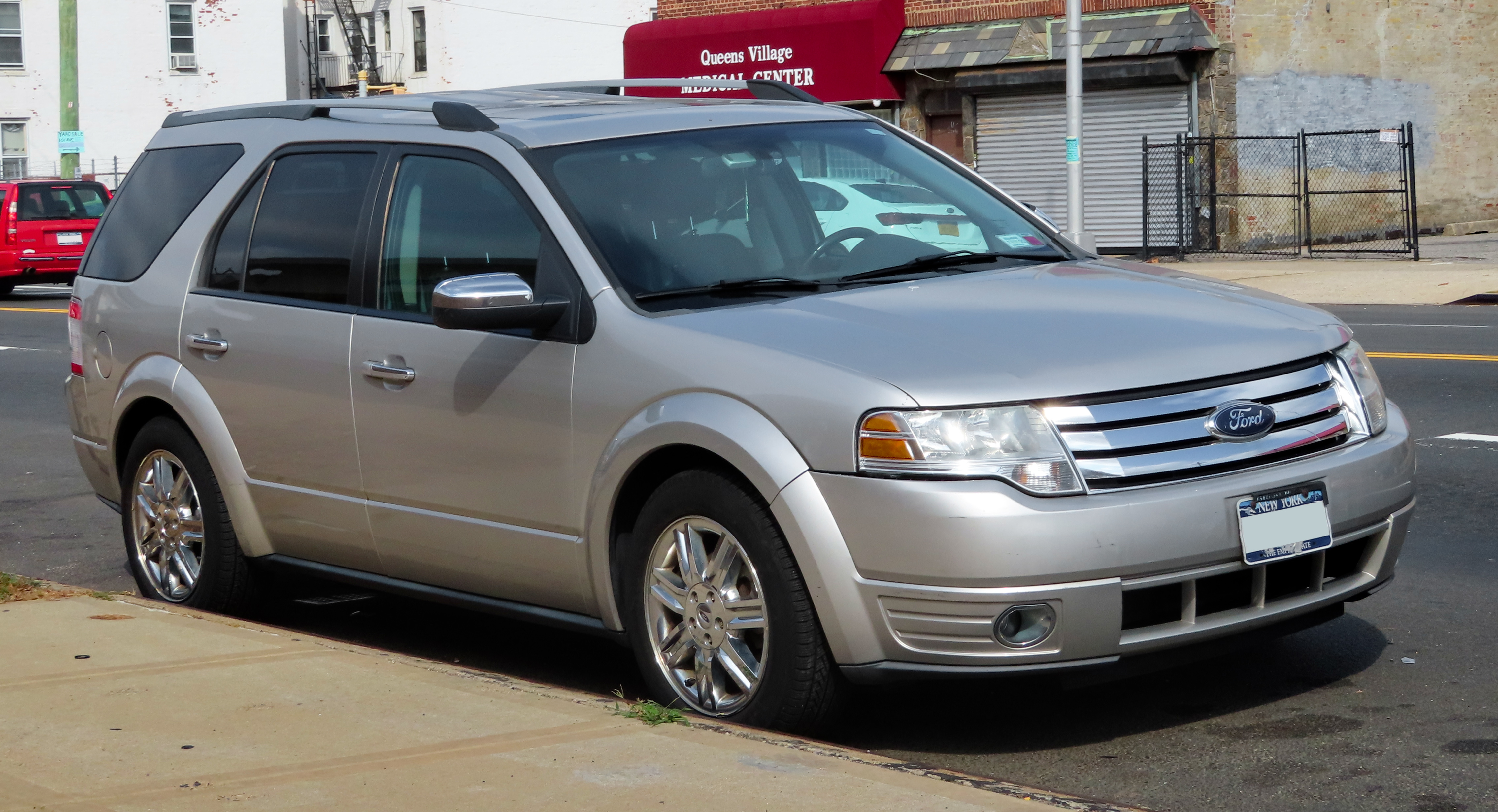
Ford Taurus X po liftingu

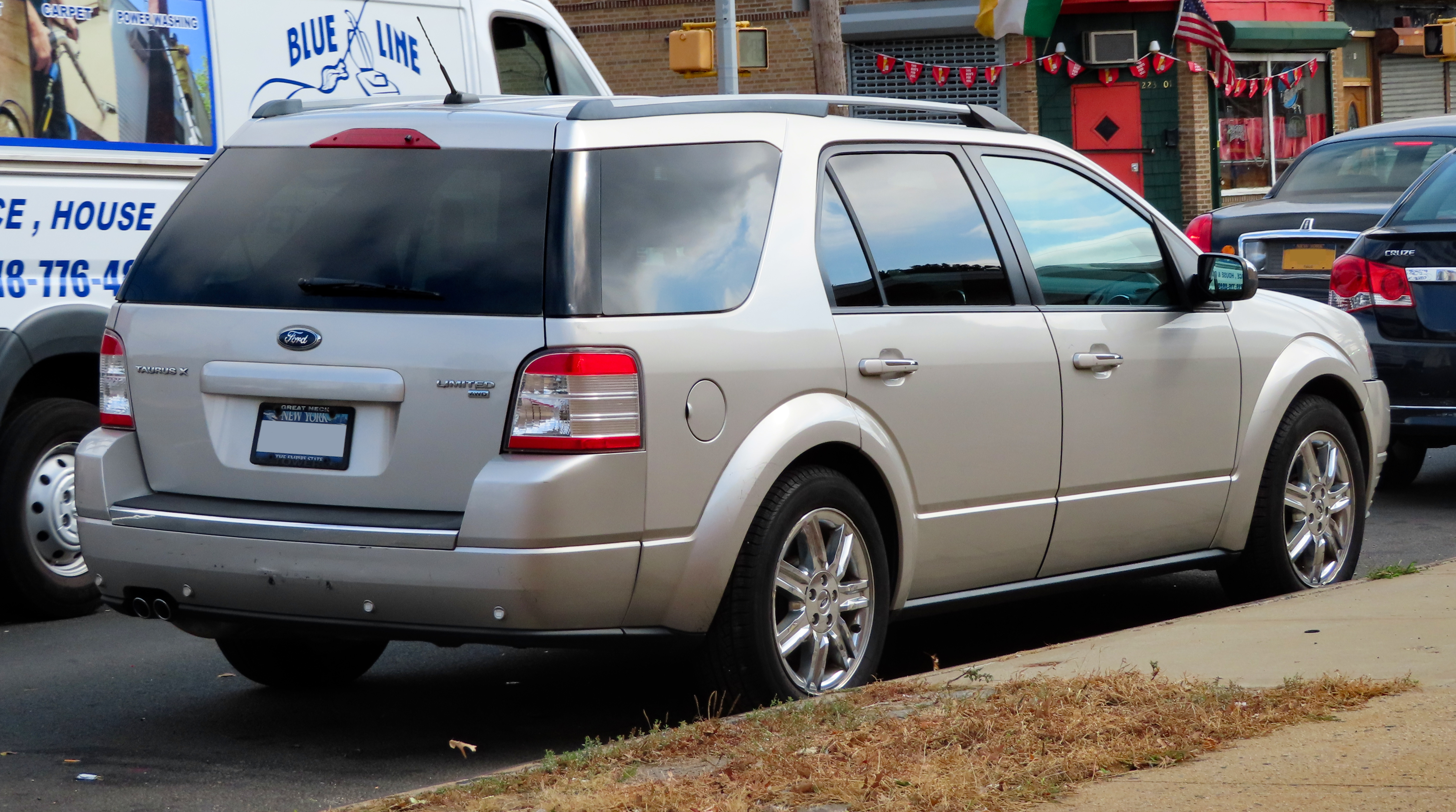
Ford Taurus X - tył po liftingu

Freestyle zadebiutował w 2005 roku jako uterenowiona, podwyższona wersja kombi modelu Five Hundred zbudowany na tej samej płycie podłogowej co Volvo S60 czy Volvo XC90. Samochód ten jest napędzany przez widlasty, sześciocylindrowy silnik o pojemności 3,0L sprzężony z bezstopniową skrzynią biegów CVT. W ofercie dostępny napęd na przednią lub obie osie.

### Lifting i zmiana nazwy
W 2007 roku samochód przeszedł gruntowną modernizację, w ramach której zmieniono wygląd przedniej części nadwozia i tylnych lamp. Podobnie jak bratni Five Hundred, samochód zmienił nazwę - w tym wypadku, na Ford Taurus X. Produkcja trwała do 2009 roku.

### Dane techniczne
- Silnik
  - Pojemność skokowa: 2967 cm³
  - Średnica cylindra x skok tłoka: 88,9 x 78,7 mm
  - Stopień sprężania: 10,0
  - Moc maksymalna: 203KM(151kW) przy 5750 obr./min
  - Maks. moment obrotowy: 281Nm przy 4500 obr./min
- Osiągi
  - Przyśpieszenie 0-100 km/h:
  - Prędkość maksymalna:
  - Zużycie paliwa: 10,2l/100 km (11,2l/100 km – AWD)

#### Wymiary
- - Rozstaw osi: 2868mm
  - Rozstaw kół przód/tył: 1641/1651 mm
  - Casaiężar własna: 1796 kg (1865 kg – AWD)
  - DMC: 2440kg (2504 kg – AWD)
  - Pojemność bagażnika: 637/2500 dm³
  - Pojemność zbiornika paliwa: 72 l

#### Pozostałe
- - Zawieszenie przednie: wahacz poprzeczny, sprężyna śrubowa i stabilizator poprzeczny
  - Zawieszenie tylne: oś wielowahaczowa, sprężyna śrubowa i stabilizator poprzeczny
  - Hamulce przód/tył: tarczowe wentylowane/tarczowe
  - ABS i ASR